# ¡Anita, no te rajes!
¡Anita, no te rajes! é uma telenovela estadunidense produzida e exibida pela Telemundo entre 14 de setembro de 2004 e 4 de abril de 2005
Era inspirado na obra homônima de Mário Donato
Foi protagonizada por Ivonne Montero e Jorge Enrique Abello e antagonizada por Natalia Streignard, Martha Picanes, Jeannette Lehr e Giovan D'Angelo.

## Sinopse
Anita é uma menina otimista e muito alegre que nunca se deixou se vencer por dificuldades e que rege sua vida sob o lema de sua mãe falecida: "Os Guerreiros não se dividem". Anita decide ir indocumentada aos Estados Unidos para procurar sua tia, Consuelo Guerrero, o único membro da família que ela tem e que pode ajudá-la. Consuelo casou-se com um importante construtor de origem irlandesa e é dono de uma grande fortuna. A verdade que a jovem deve enfrentar é que Consuelo é a sua verdadeira mãe e que ela foi rejeitada antes de nascer, porque é fruto de uma violação.
Em Los Angeles, Anita conhece Eduardo Contreras, um engenheiro que a salva em várias ocasiões de situações comprometidas relacionadas à imigração. Ambos continuam suas vidas de maneiras separadas, mas um dia se encontram novamente de forma casual em Miami. Enquanto Anita procura por sua família e tenta se esconder por causa de sua situação legal, surgirá um amor engraçado e gracioso entre ela e Eduardo, que eles terão que se defender dos complicados obstáculos impostos por algumas pessoas que cercam suas vidas, entre elas, a namorada de Eduardo e prima de Anita, a malvada Ariana Dupont Aristizabal e sua mãe Carlota Aristizabal (a cunhada de Amanda e a tia de Ana).

## Elenco
- Ivonne Montero - Ana Guerrero / Ana Aristizábal Guerrero.
- Jorge Enrique Abello - Eduardo José Contreras.
- Natalia Streignard - Ariana Dupont Aristizábal de Contreras / Ariana Pérez Aristizábal.
- Marcelo Cezán - David Reyes Aristizábal.
- Martha Picanes - Amanda vda de Aristizábal.
- Jeannette Lehr - Carlota Aristizábal, viúva de Dupont.
- Elluz Peraza - Consuelo Guerrero / Graciela de O'Donnell.
- Eduardo Serrano - Emiliano Contreras.
- Isabel Moreno - Caridad "Cachita" Moret.
- Roberto Moll - Abelardo Reyes.
- Laura Términi - Margaret "Maggie" O’Donnell.
- Christian Tapán - Padre Francisco.
- Giovan Ramos - Ramiro Albornoz.
- Alexa Kuve - Dulce María Contreras.
- Millie Ruperto - Ambar Barros.
- Andrea Loreto - Ángela "Ángie" Barros.
- Rubén Camelo - Roque Izquierdo.
- Jana Martínez - Nati Izquierdo.
- Kenya Hijuelos - Guadalupe Izquierdo.
- Yadira Santana - Mercedes.
- Michelle Manterola - Lucecita.
- Yaxkin Santalucia - Chucho.
- Sabas Malaver - Memo Valiente.
- Jorge Alberti - Freira.
- Gabriel Parisi - Billy O'Donnell Guerrero.
- Daniel Fabius - Tom O'Donnell.
- Rodolfo Jiménez - Julio Cesar Alzugaray.
- Mayte Vilán - Verónica Ferrán.
- Raúl Izaguirre - Rafael Aristizábal.
- William Colmenares - Adonis.
- Steve Roth - Plutarco Esteban Madrid.
- Gabriel Traversari - Detetive Maldonado.
- Xavier Coronel - Inspetor Garcia.
- Nelson Díaz - Filemón Pérez.